# Césure (musique)
Pour les articles homonymes, voir césure.
La césure musicale est la pause mélodique correspondant à la pause du scandé des paroles. Elle est proche de la césure poétique, la mise en musique se faisant généralement sur une base rythmique fixe.
On trouve des césures inhabituelles dans certaines chansons de Serge Gainsbourg comme Marylou sous la Neige. Le but de ces césures est d'offrir une rime improbable.
Un exemple de césures volontairement mal choisies est visible dans la chanson Ah viens des Charlots. Ces césures sont placées de manière que les moitiés de mots ou de phrases aient une signification graveleuse.